# Westroads Mall

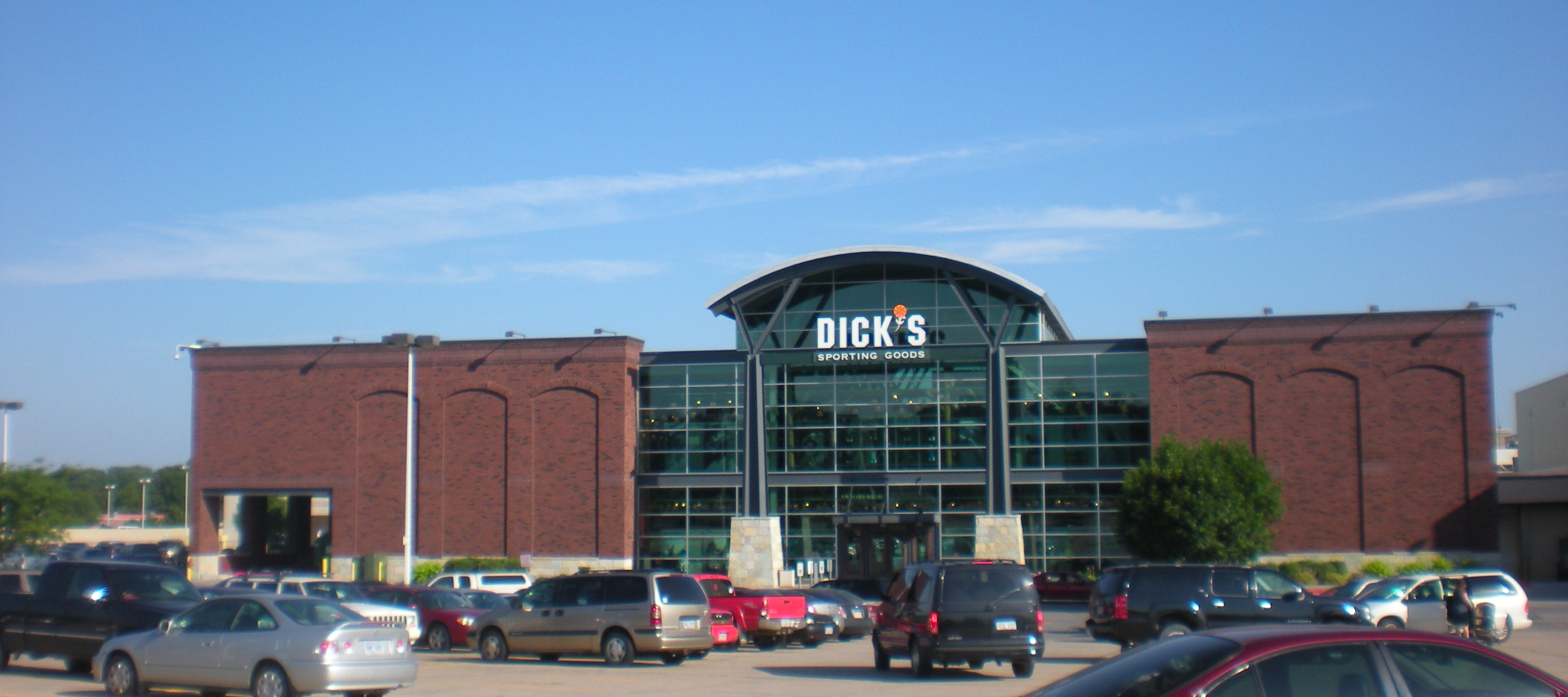
Westroads Mall

Westroads Mall is een overdekt winkelcentrum in Omaha, Nebraska in de Verenigde Staten met meer dan 135 winkels.

## Geschiedenis
Het winkelcentrum is ontworpen door John Wiebe en de constructie kostte $25 miljoen. Het werd geopend op 1 augustus, 1968. Aanvankelijk waren 68 winkels gehuisvest in het winkelcentrum. Aan het eind van het eerste jaar waren dit er ongeveer 120. In de eerste jaren was er ook een kerk in het winkelcentrum en een helikopterhaven op het dak.
Het winkelcentrum is verscheidene keren gerenoveerd: in 1990, 1995, 1999 en 2003.

## Schietpartij
Westroads Mall kwam op 5 december 2007 in het nieuws door een schietpartij waarbij negen mensen om het leven kwamen, waaronder de schutter.